# 中国江南水乡文化博物馆
中国江南水乡文化博物馆，又名杭州市临平博物馆，位于浙江省杭州市临平区，是一座反映地方历史，以良渚文化为切入点展示中国江南水乡文化和民俗风情的博物馆，建筑面积8000平方米，馆藏包括石器、玉器、陶瓷、书画等类型的文物近万件，其中一级文物31件，二级文物174件，三级文物582件，于2003年12月27日正式对外开放，被国家文物局先後评定为第一批国家二级博物馆及第五批国家一级博物馆。博物馆曾名杭州市余杭博物馆，2017年启动维修，2021年杭州市区划调整后改属临平区，2022年5月以临平博物馆的名义重新开放。

## 展陈
中国江南水乡文化博物馆设有两项常设展览。西馆区设有“此地自古繁华——地方历史文化展”地方历史展览。东馆区设有“春风又绿——江南水乡文化展”专题展。

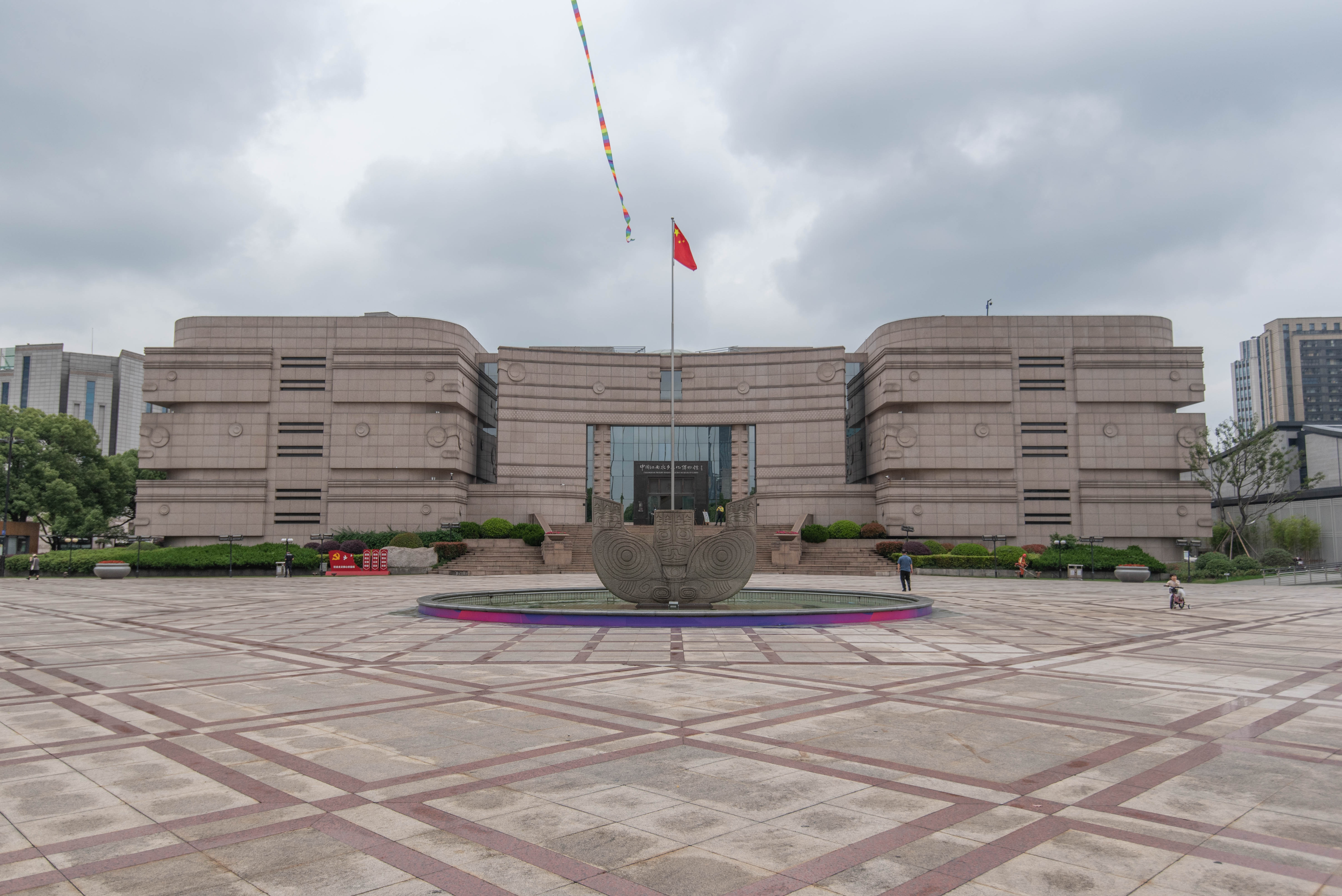
西馆
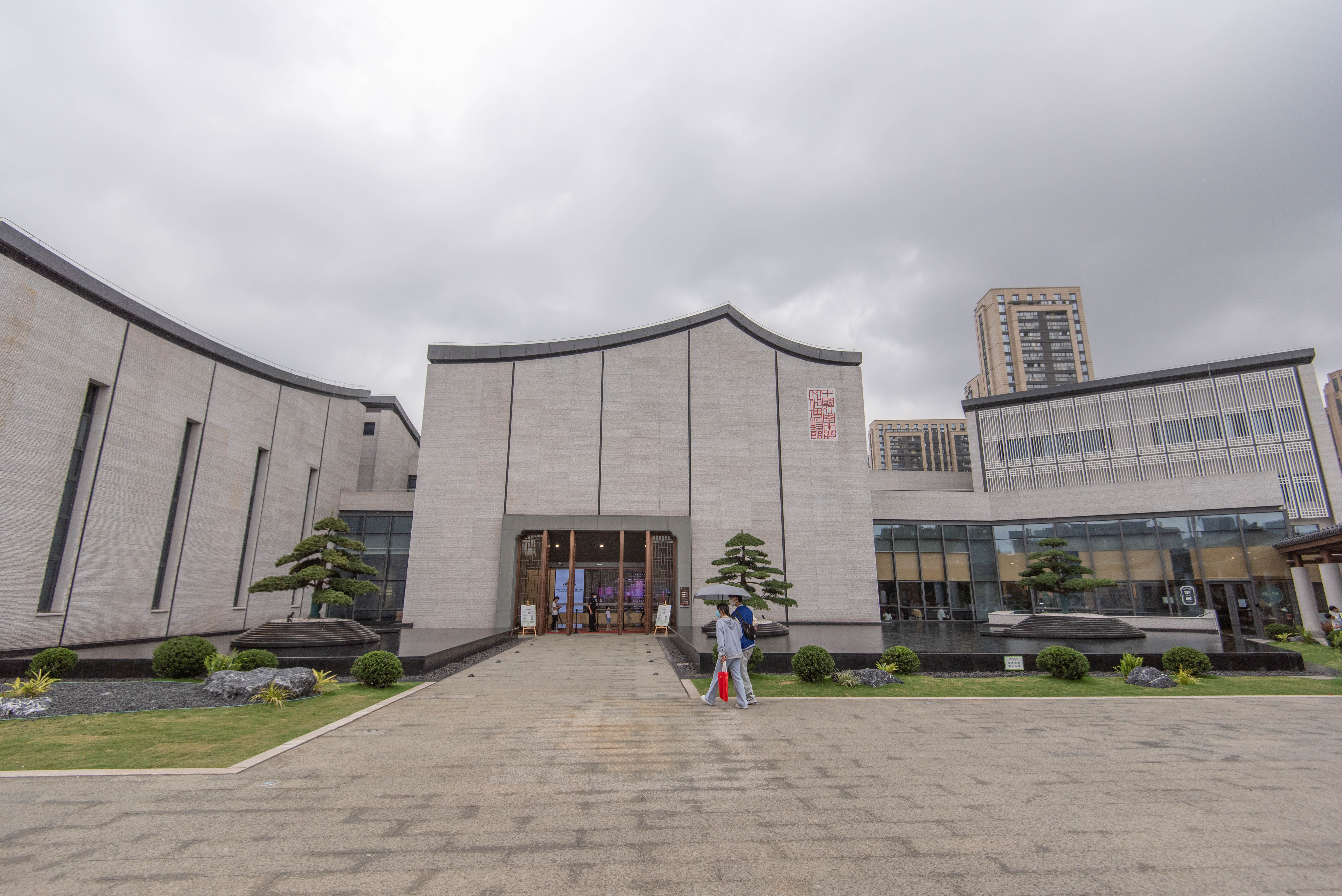
东馆
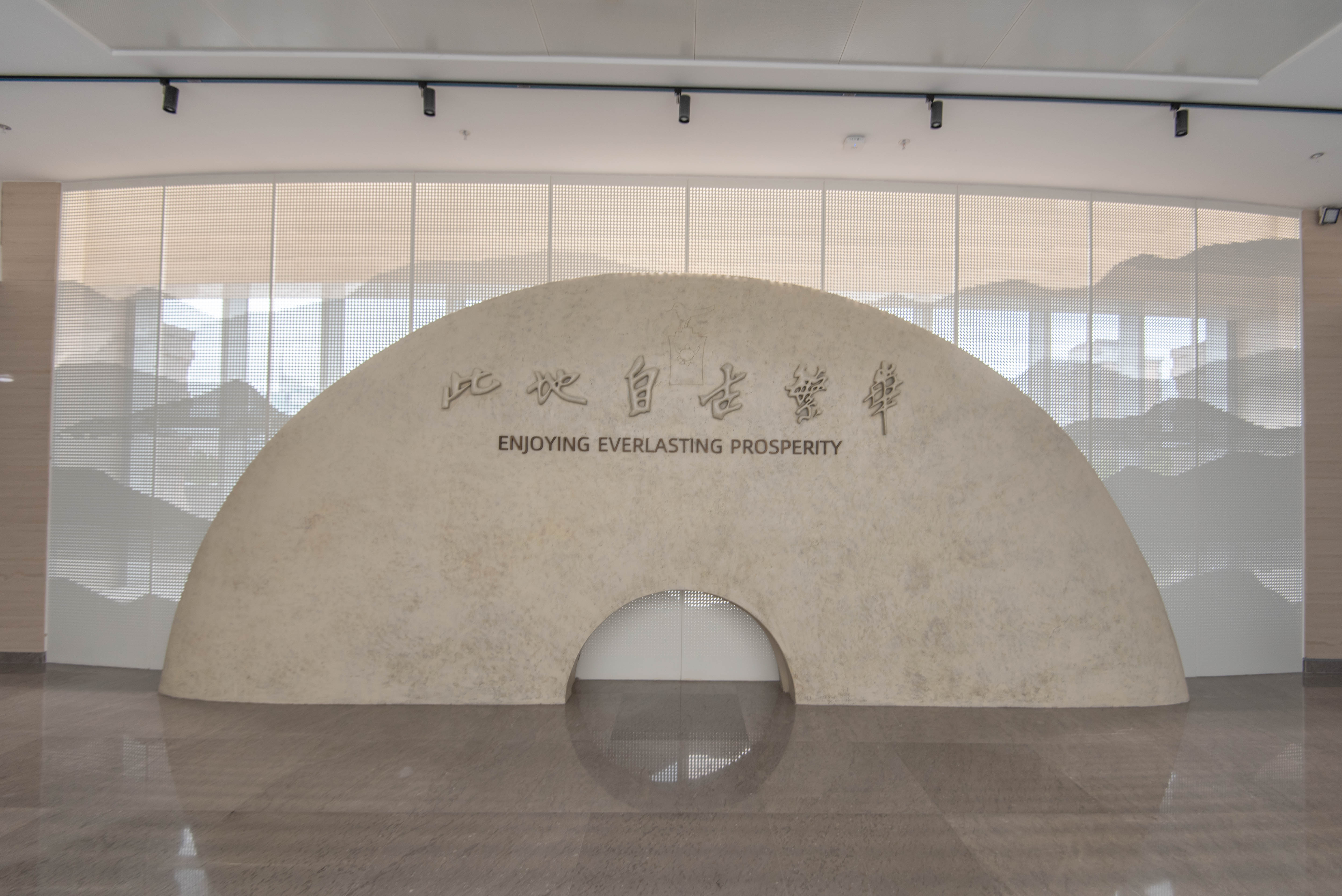
此地自古繁华——地方历史文化展
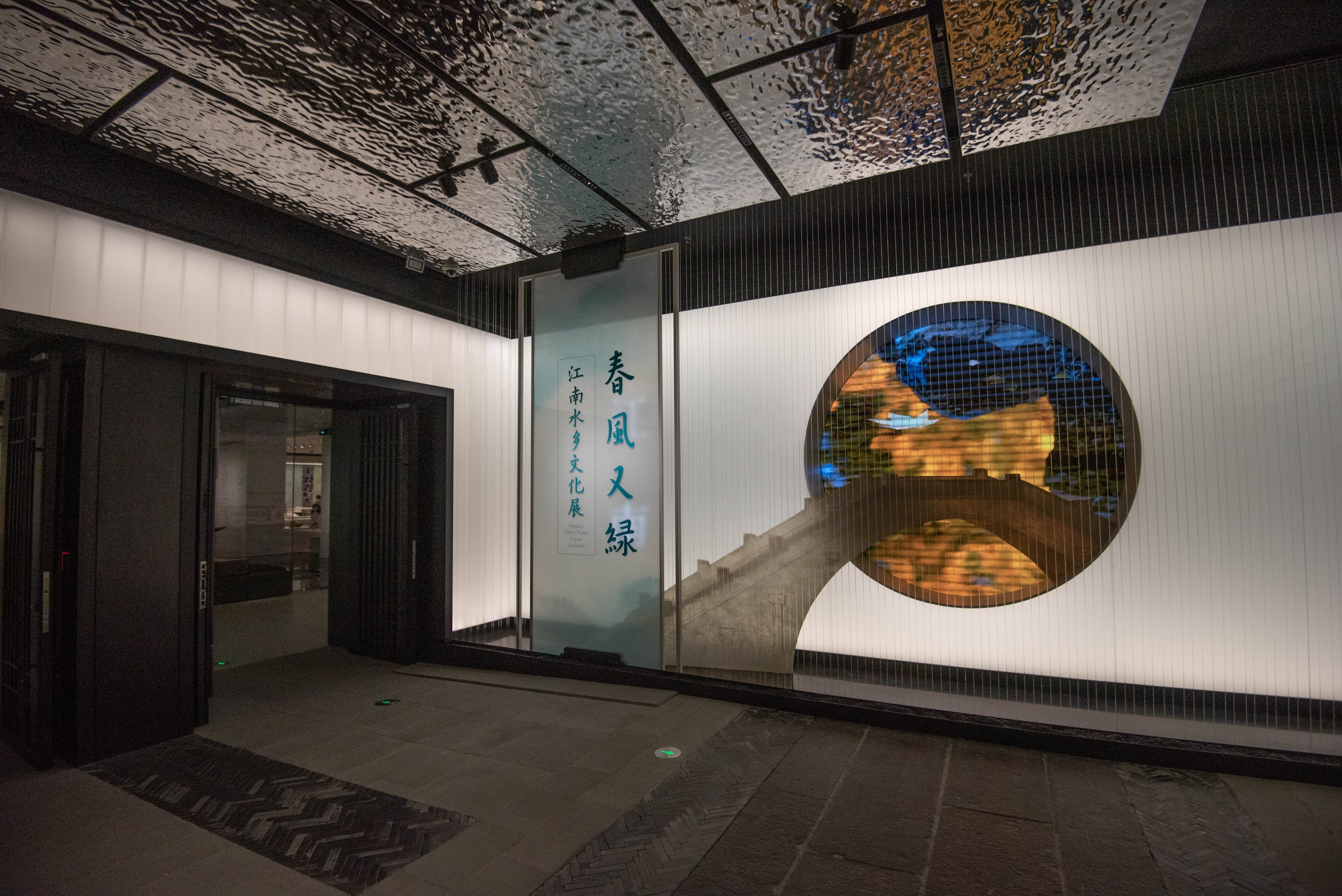
春风又绿——江南水乡文化展
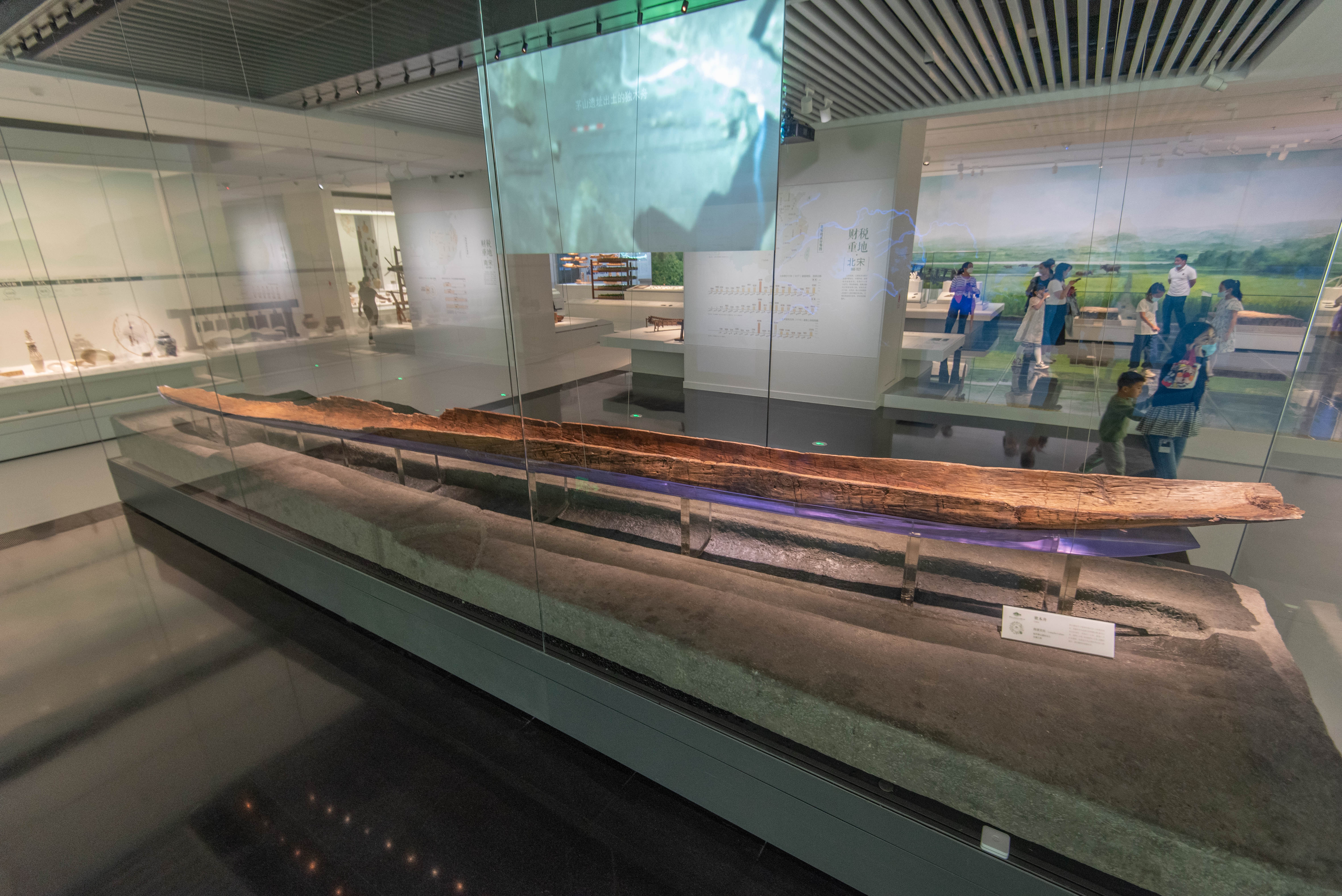
临平茅山遗址出土独木舟
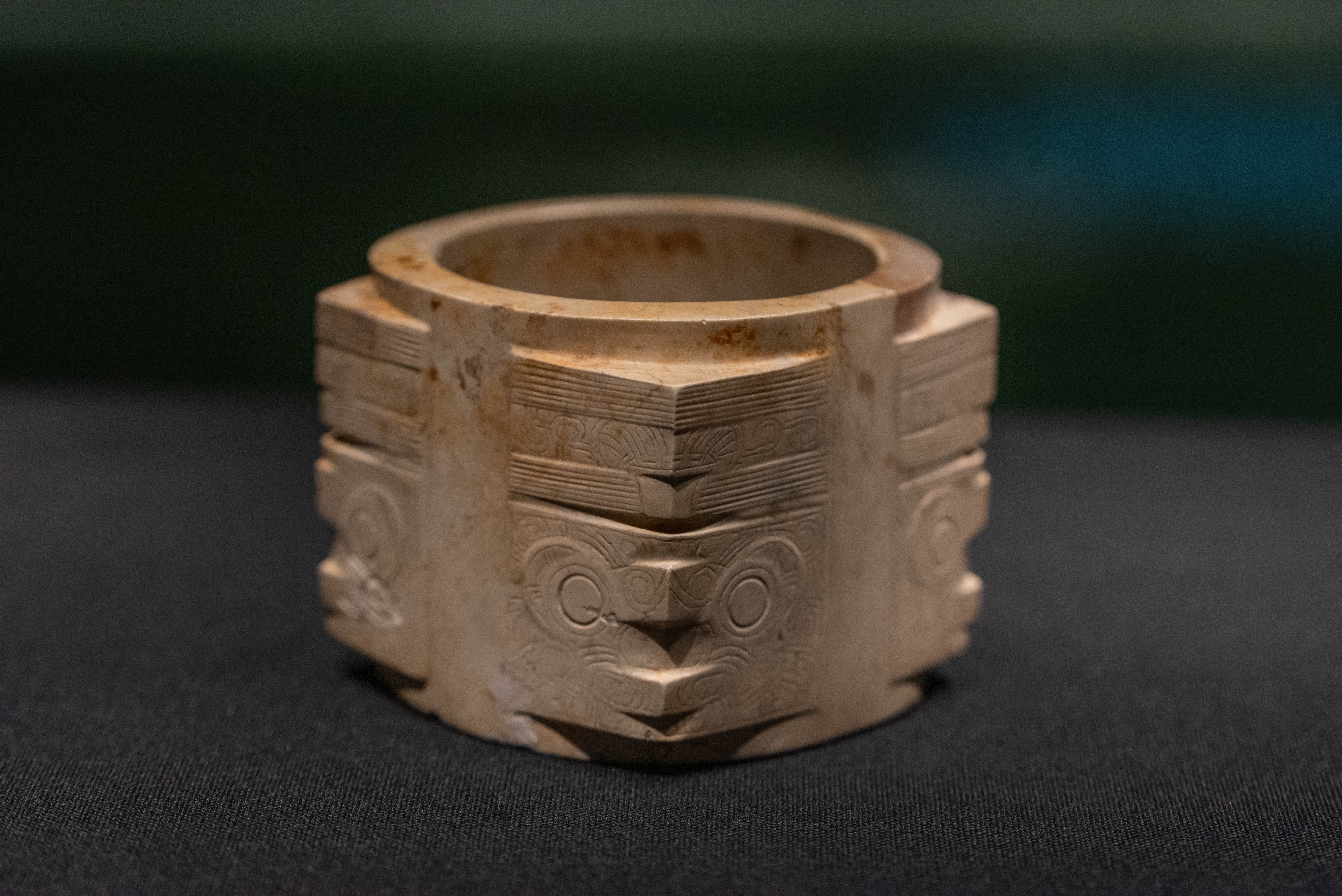
余杭瑶山遗址出土玉琮
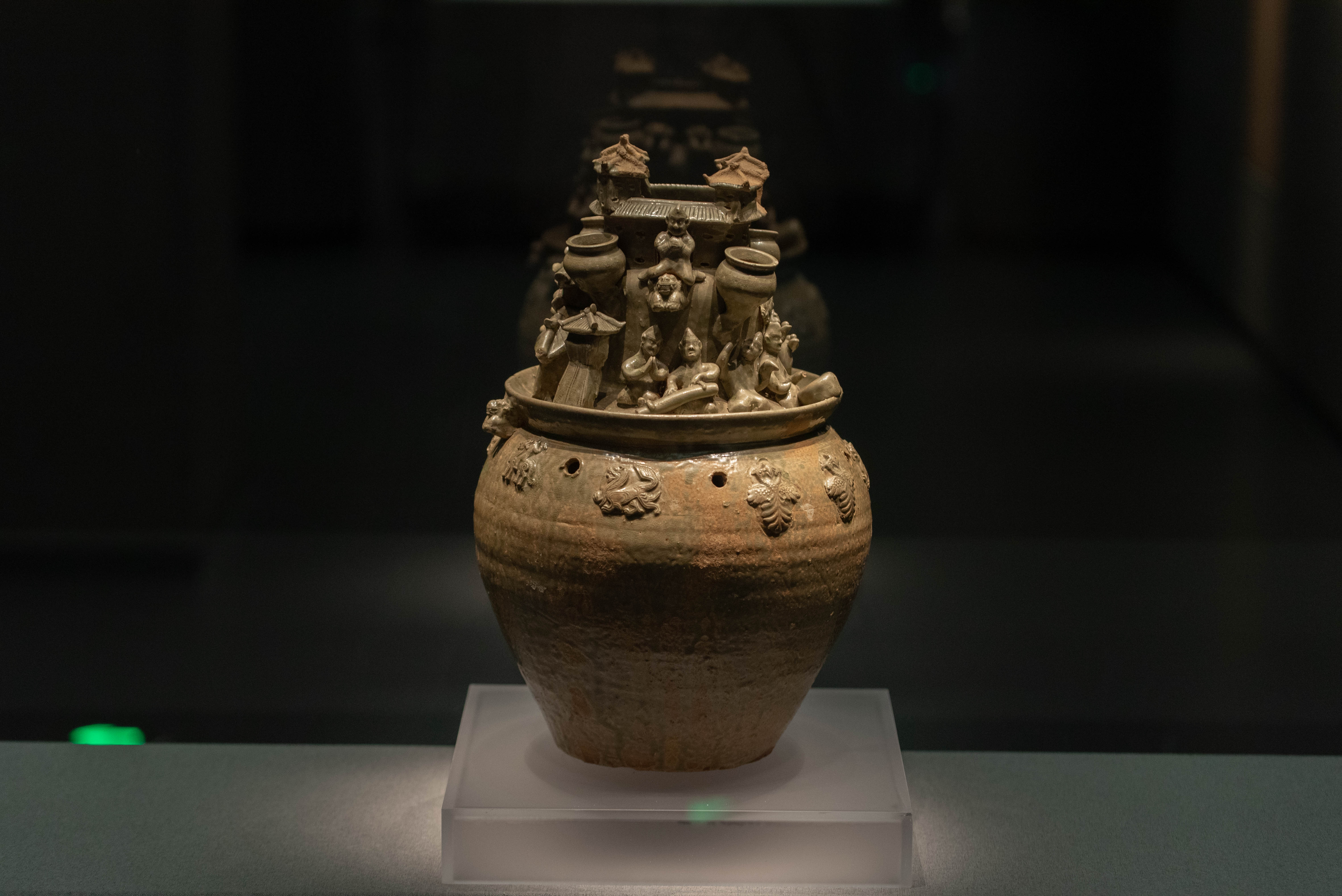
西晋堆塑罐
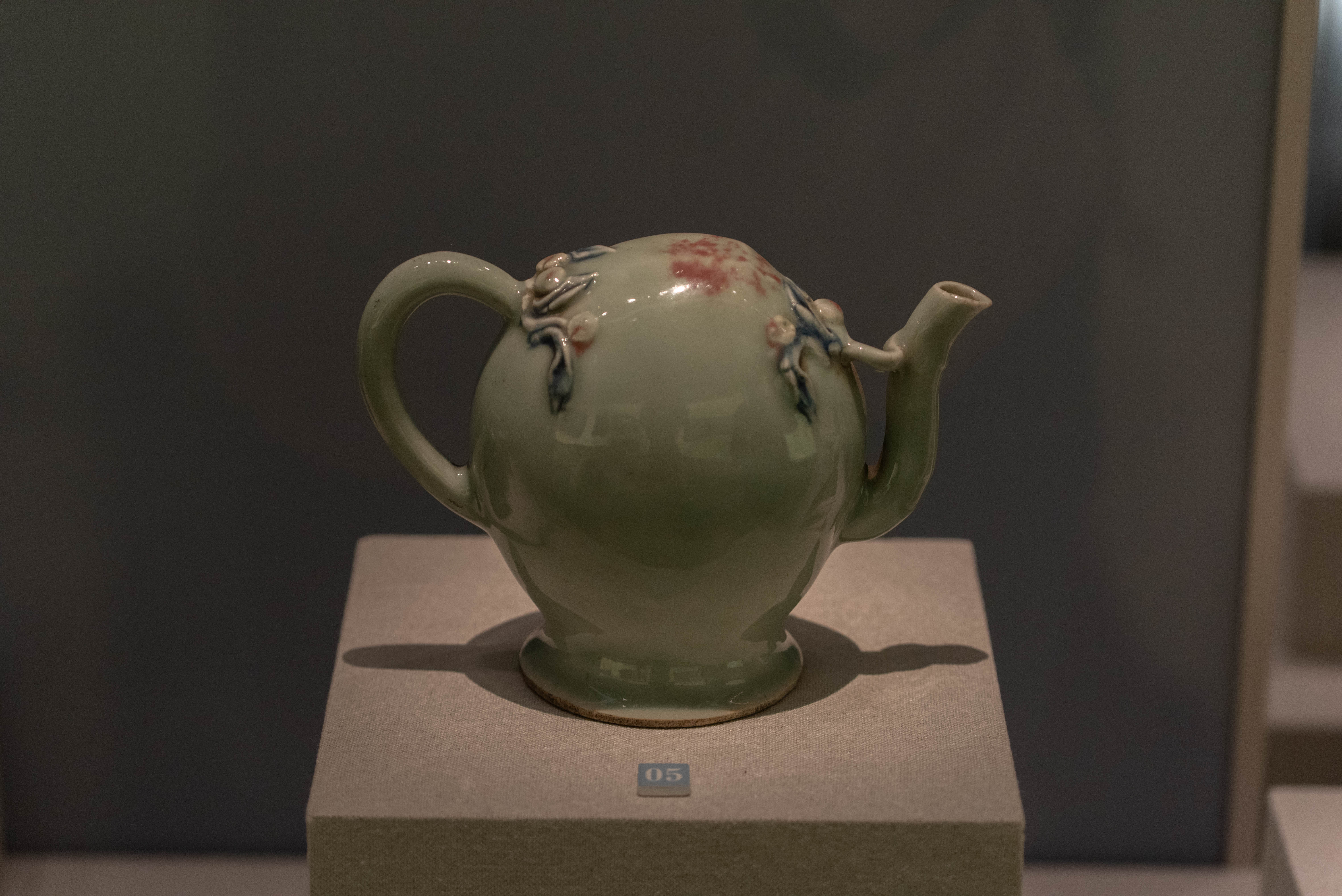
桃形倒流青瓷壶
水鄉女子服飾